# 老约翰·施特劳斯
约翰·巴普蒂斯特·施特劳斯一世（德語：Johann Baptist Strauß Ⅰ，1804年3月14日—1849年9月25日），通常被称作老约翰·施特劳斯，奥地利作曲家，和约瑟夫·兰纳一起普及了圆舞曲，并为其儿子小约翰·施特劳斯的卓越成就奠定了基础，被称为“圆舞曲之父”。他最著名的圆舞曲是《莱茵河女妖罗蕾莱》（第154号作品），而他最著名的作品却是《拉德茨基进行曲》（第228号作品）。
在他以及其他作曲家的努力下，圆舞曲（华尔兹）从一种四三拍子的乡间舞曲，发展成了一种由五个相互承接的小圆舞曲、一个短小的完结篇和一个激动人心的结尾构成的，具有巨大影响的全新音乐形式。不过他的儿子小约翰·施特劳斯进一步发展了这种音乐形式，他对圆舞曲中配器的使用也比他的父亲更加大胆和广泛。

## 生平
老约翰·施特劳斯是小约翰·施特劳斯、约瑟夫·施特劳斯和爱德华·施特劳斯的父亲。他还有两个女儿。生于1829年的安娜（Anna）和生于1831年的特蕾莎（Therese）。他还有一个生于1834年的小儿子斐迪南（Ferdinand），但是他只活了十个月就夭折了。
1804年3月14日，約翰·史特勞斯在利奥波德市（Leopoldstadt，今維也納第二區）的一家客棧出生。他的童年相当不幸——他七岁时，他的母亲因为发高热去世；而在他十二岁时，他的父亲弗朗茨·博尔基亚斯（Franz Borgias）又在多瑙河中溺水身亡。后来，他的继母将他送到一位叫约翰·利希特舍伊德尔（Johann Lichtscheidl）的图书装订商处做学徒。在此期间，他学会了拉小提琴和中提琴，而且还一度加入了在当地由作曲家米夏埃尔·帕默（Michael Pamer）组织的一个管弦乐队。不过他不久后就转而加入了一个由他日后的对手约瑟夫·兰纳建立的名为“兰纳四重奏”（Lanner-Quartett）的通俗弦乐四重奏乐团。乐队的另外两名成员是卡尔·德拉哈内克和约翰·德拉哈内克兄弟（Karl & Johann Drahanek）。这支乐队演出的曲目通常是维也纳圆舞曲和德国的乡村舞曲。到1824年，“兰纳四重奏”已经成为一支有一定规模的小型管弦乐队了。需要指出的是，老施特劳斯并非如许多人所误解的那样为了音乐完全放弃了学徒工作，相反他完成了在那位图书装订商那里的学徒期。在他当学徒期间，他还曾经在约翰·波利申斯基（Johann Polischansky）处学习音乐。
之后，他成为了这支乐队的代理指挥。1825年，老施特劳斯组建了自己的乐队并开始为乐队的演出谱写作品。不久他便成为了全维也纳最知名也是最受欢迎的舞曲作曲家。而也正是在1825年，老施特劳斯在维也纳的利希滕塔尔（Liechtenthal）教区教堂与玛丽亚·安娜·施特雷姆（Maria Anna Streim）举行了婚礼，成为夫妇。
1829年，他與維也納最重要的舞廳「史培宮」訂下為期六年的有酬合約，以此為家。1833年起，開始受邀赴外演出，該年11月在匈牙利佩斯特（Pest）的音樂會大受歡迎。1835年前往德國作巡迴演出，他在三個月內踏足十九個城市，舉行了四十場音樂會。他的足跡還包括荷兰、比利时、英格兰和苏格兰的许多地方。1838年年初，当他在法国巡演途中第一次听到当地的四对方舞曲（quadrille）演奏后，他开始自己创作这一类型的作品，并热衷于在维也纳介绍这种舞曲，維也納大眾對此則報以熱烈迴響。同年，率團前往英格蘭，在新落成的白金漢宮為宮廷舞會演奏。
1847年，率團走訪漢堡、漢諾威和柏林。1849年上旬在英國旅行演奏，達兩個半月之久。9月25日，老施特劳斯因急發猩红热，在昆普夫巷（Kumpfgasse）的居所病逝。他的遗体最初与他的终生好友兰纳一起葬在德布林公墓（Döblinger Friedhof）。1904年，为了纪念两人的伟大贡献，他们的遗体被移葬至维也纳的荣誉墓地——中央公墓。他们以前的墓地现在已被辟为施特劳斯—兰纳公园（Strauss-Lanner Park）。

## 評價
- 史特勞斯和蘭納皆是當代維也納最受歡迎的作曲家，蕭邦嘗言：「蘭納、史特勞斯及其作品的光芒，使一切事物黯然失色。」[3]除了他們的作品及演出之外，其各自的出版商哈斯林格以及迪亞貝利也有著良性競爭的關係[2]。
- 埃克托·柏辽兹称赞老施特劳斯是“维也纳圆舞曲之父”（这一称誉流传甚广）。他並且在10月3日的巴黎《音樂報》（Gazette Musicale）上，撰文讚：“没有施特劳斯的维也纳就像失去了多瑙河的奥地利一样”[10]。
- 理查·華格納讚為「維也納音樂的守護神」，稱其演奏時「有如阿波羅神殿的女祭司」[3]。

## 作品節選

### 进行曲
- 因應1848年革命的進行曲作品：
  - 學生聯盟進行曲（Marsch der Studenten-Legion），第223號作品
  - 自由進行曲（Freiheits-Marsch），第226號作品
  - 德國統一進行曲（Marsch des einigen Deutschland），第227號作品
- 拉德茨基进行曲（Radetzky-Marsch），第228号作品。立場與前作有所出入，乃是接受皇軍委託，慶祝戰功的作品。
- 耶勒契奇进行曲（Jelačić-Marsch），第244号作品

### 加洛普和波尔卡
- 叹息加洛普（Seufzer-Galopp），第9号作品
- 中国加洛普（Chineser-Galopp），第20号作品
- 入口加洛普（Einzugs-galopp），第35号作品
- 麻雀加洛普（Sperl-Galopp），第42号作品
- 幸运加洛普（Fortuna-Galopp），第69号作品
- 年轻精神加洛普（Jugendfeuer-Galopp），第90号作品
- 卡楚恰加洛普（Cachucha-Galopp），第97号作品
- 印度加洛普（Indianer-Galopp），第111号作品
- 麻雀波尔卡（Sperl-Polka），第133号作品
- 心爱的安娜波尔卡（Beliebte Annen-Polka），第137号作品
- Piefke und Pufke Polka，第235号作品

### 圆舞曲

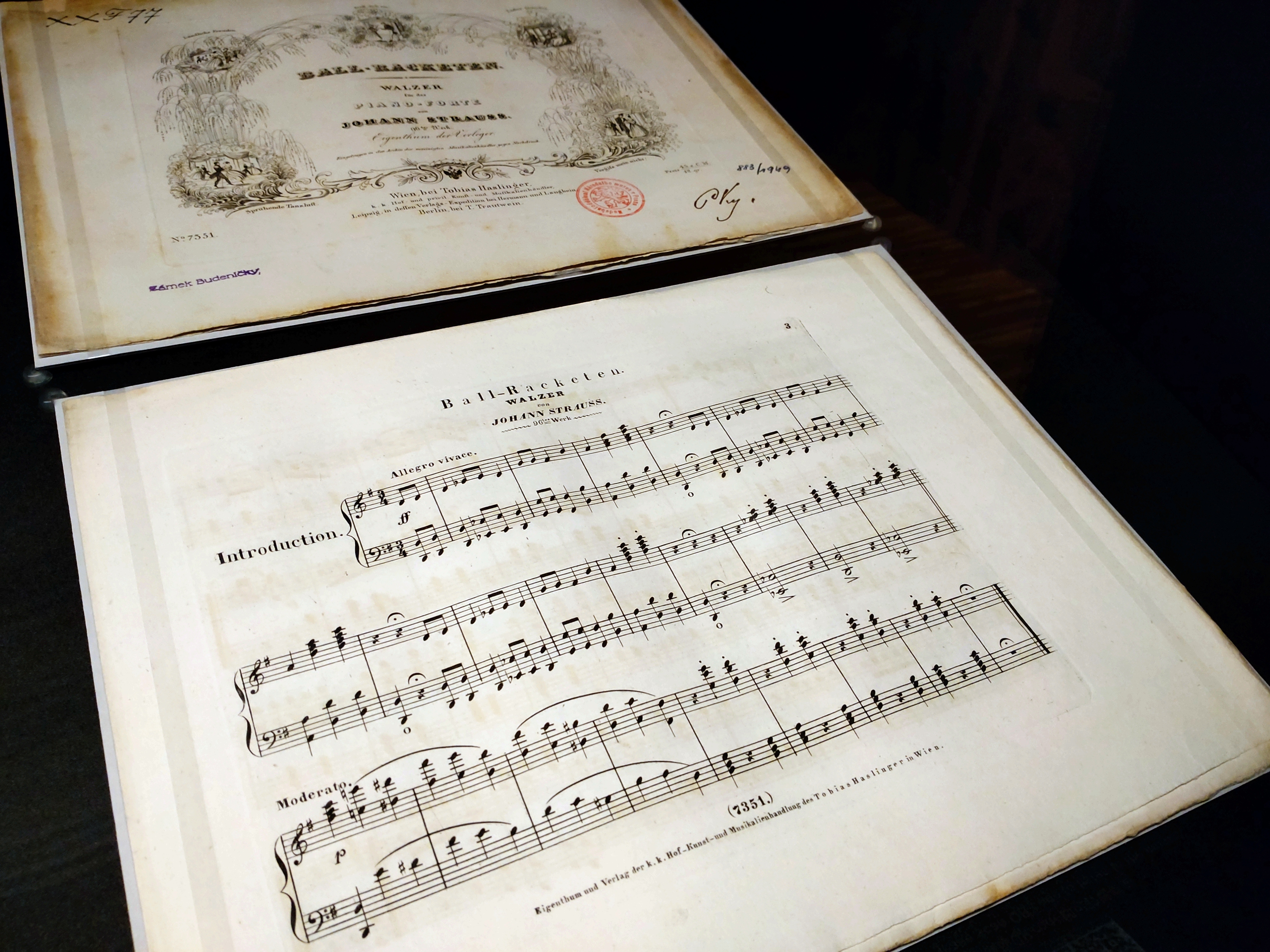
《球拍圆舞曲》（Ball-Racketen Walzer，1837年）

- 小鸽子圆舞曲（Täuberln-Walzer），第1号作品，1827年
- 维也纳嘉年华（Wiener Carneval），第3号作品，1828年
- 吊桥圆舞曲（Kettenbrücke-Walzer），第4号作品，1828年
- 史培宮節慶圓舞曲（Sperls Fest-Walzer），第30號作品
- 蒂沃利滑行圆舞曲（Tivoli-Rutsch Walzer），第39号作品，1830年
- 生活是一场舞蹈圆舞曲（Das Leben ein Tanz oder Der Tanz ein Leben! Walzer），第49号作品
- 佩斯特的回憶（/），第66號作品
- 伊丽莎白圆舞曲（Elisabethen-Walzer），第71号作品
- 柏林的回憶（Erinnerung an Berlin），第78號作品
- 夜莺圆舞曲（Philomelen-Walzer），第82号作品
- 巴黎圆舞曲（Paris-Walzer），第101号作品，1838年
- 维也纳人的情感圆舞曲（Wiener Gemüths-Walzer），第116号作品，1840年
- 莱茵河女妖罗蕾莱（Loreley-Rhein-Klänge），第154号作品，1843年

## 軼事及其他

### 父子關係
由于老施特劳斯长期与乐队在国外演出，与家人在一起的时间很少，彼此的疏远使得他的婚姻并不牢固。1834年，老施特劳斯抛妻弃子，开始与情妇埃米丽·特兰布施（Emilie Trambusch）同居。不过老施特劳斯频繁得惊人的演出所导致的劳累也让他感到，作为一个音乐家是多么不易，他并不希望他的孩子们也成为音乐家。出于爱子之心，他一直禁止小约翰·施特劳斯学习音乐。而小施特劳斯却出于逆反最终踏上了成为一个音乐家的道路。在1844年老施特劳斯公开声明与埃米丽所生的女儿为自己子女之后，玛丽亚·安娜决定与他离婚，并鼓励小约翰继续从事音乐事业。
在施特劳斯家族中，老施特劳斯一直以一个严厉的父亲形象出现。在维也纳，施特劳斯家是有名的“Hirschenhaus”（意为“只有男人的房子”）。他总是把他的愿望强加于他的孩子们——他禁止他们从事任何与音乐有关的职业。虽然还不确定他这么做是否是为了避免家庭内部的竞争，不过，他对于作为一个音乐家所要经受的痛苦无疑是有深切的体认的。
小约翰·施特劳斯经常演奏他父亲的作品，而且他毫不隐瞒他对这些作品的无比钦佩，即使在维也纳父子俩的激烈竞争早就不是什么秘密了，更何况当时的舆论还对此火上浇油。举例来说，老施特劳斯终生拒绝在多迈耶赌场（Dommayer's Casino）进行演出，因为小约翰·施特劳斯的首场亲自指挥的演出正是在此举行的。生前，老施特劳斯凭借着早年的成就始终名气压过他的儿子，但是后来两人在古典音乐上的成就对比让人不难发现，小约翰·施特劳斯已经大大超越了他的父亲。老施特劳斯没有他的儿子那样天才的音乐才华，也没有精明的商业头脑，但是当时和后世的人们对待他作品的态度无疑证明：他与兰纳一样，是那个时代维也纳少见的几名最为出色的作曲家之一。

## 外部連結
- 老约翰·施特劳斯的免费乐谱，由国际乐谱典藏计划提供 
  - 國際樂譜典藏計畫的作品列表（英文）